# (3146) Dato
Pour les articles homonymes, voir Dato.
(3146) Dato est un astéroïde de la ceinture principale.

## Description
(3146) Dato est un astéroïde de la ceinture principale. Il fut découvert le 17 mai 1972 à Naoutchnyï par Tamara Smirnova. Il présente une orbite caractérisée par un demi-grand axe de 2,43 UA, une excentricité de 0,20 et une inclinaison de 8,4° par rapport à l'écliptique.

## Compléments